# Hubert Estourgie
Hubert Philippe Marie Estourgie (Nijmegen, 26 mei 1924 – aldaar, 31 januari 1982) was een Nederlands schilder, tekenaar en glazenier.

## Leven en werk
Hubert of Huib Estourgie was een zoon van Charles Marie François Henri Estourgie (1884-1950) en Elisa Catharina Matthea Tissot van Patot (1886-1944). Zijn vader was architect, hij ontwierp onder meer Huize Heijendaal en het Bisschop Hamerhuis in Nijmegen.
Estourgie werd opgeleid aan de Academie voor beeldende kunsten in Arnhem, waar hij les kreeg van Gijs Jacobs van den Hof, Hendrik Valk en Wim van Woerkom. Hij maakte studiereizen naar het buitenland en verbleef enige tijd in Parijs. Als schilder en tekenaar maakte hij dier- en figuurvoorstellingen, landschappen, portretten en stadsgezichten. Als monumentaal kunstenaar vervaardigde hij glas-in-loodramen, mozaïeken en plafond- en wandschilderingen. Hij maakte onder meer een raam voor de doopkapel van de Mariakerk in Groningen, die werd gebouwd naar een ontwerp van zijn zwager Coen Bekink, en ramen voor de Sint-Jozefkerk in Nijmegen.
Estourgie deed in de jaren zeventig studie naar de Valkhofburcht in Nijmegen en maakte plattegronden, tekeningen, en zo'n vijftig, geromantiseerde, schilderijen. In 1978 was hij medeoprichter van de Valkhofvereniging, die zich inzet voor studie naar de burcht en het behoud van de resten daarvan. Al in 1936 had zijn vader een plan ingediend voor herbouw van de donjon en de zuidvleugel van de burcht.
De kunstenaar was ook actief als jazz vibrafonist. Hij overleed aan een hartaanval, tijdens de pauze van een muziekuitvoering in café de Grut te Nijmegen, op 57-jarige leeftijd.

## Werken (selectie)
- allegorische plafondschildering (1954) voor de raadzaal in De Kinkelenburg in Bemmel[4]
- Mercuriusraam (1955) voor restaurant Erica in Berg en Dal
- glas-in-loodbovenlicht (1955) voor de Kamer van Koophandel aan de Mariënburg in Nijmegen. Het gebouw was in 1932 ontworpen door zijn vader en werd in 1955 verbouwd door zijn broer Emile.
- ramen voor de Sint-Jozefkerk in Nijmegen
- ramen voor de O.L.V ten Hemelopnemingkerk in Voorburg
- glas-in-loodraam met scènes uit het leven van Jezus voor de Petrus en Pauluskerk in Arcen
- glas-in-loodraam (1960) voor de doopkapel van de Mariakerk in Groningen. Er is daarnaast glas-in-betonwerk van Hans van der Plas, de overige ramen in de kerk zijn van Max Reneman.

## Afbeeldingen

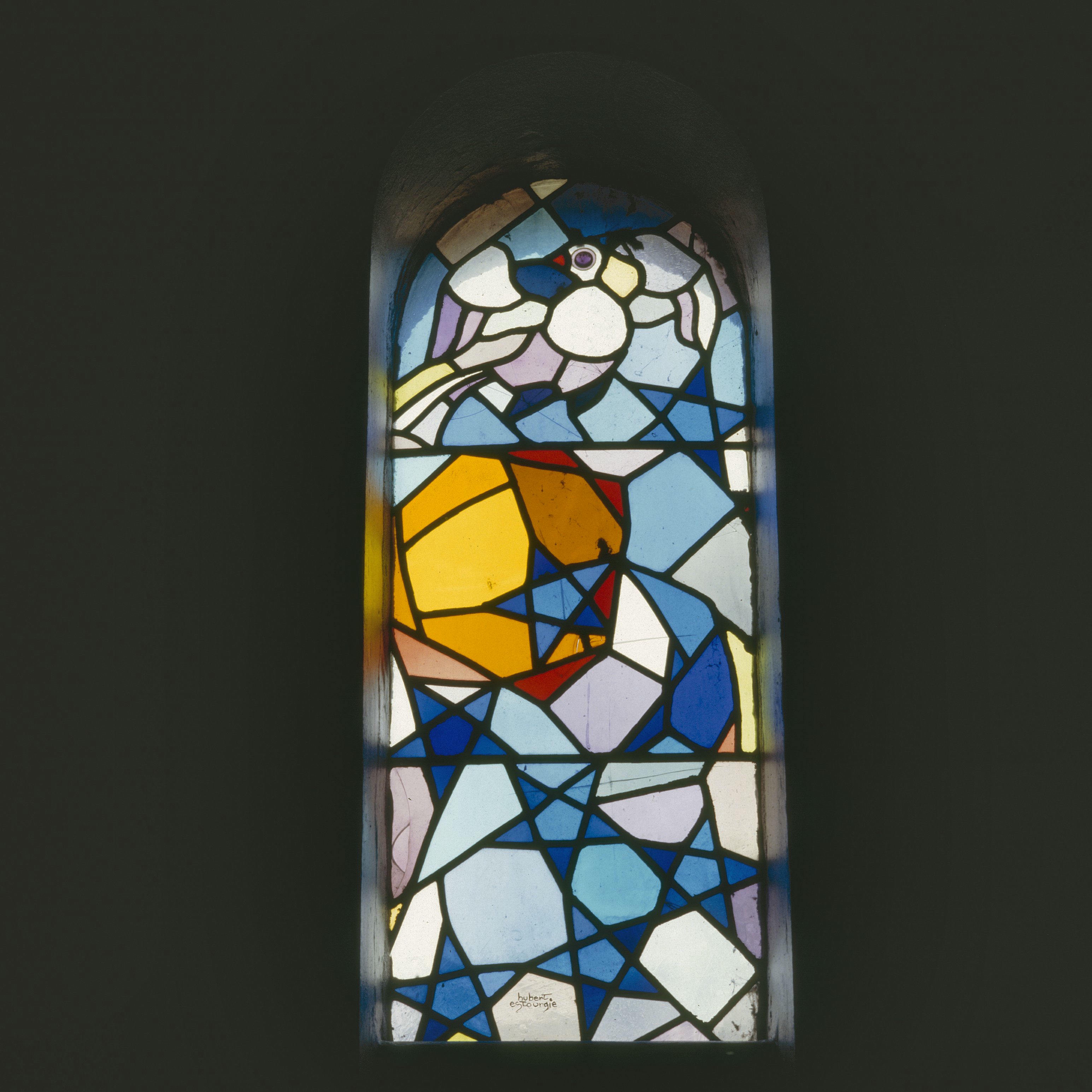
Nijmegen
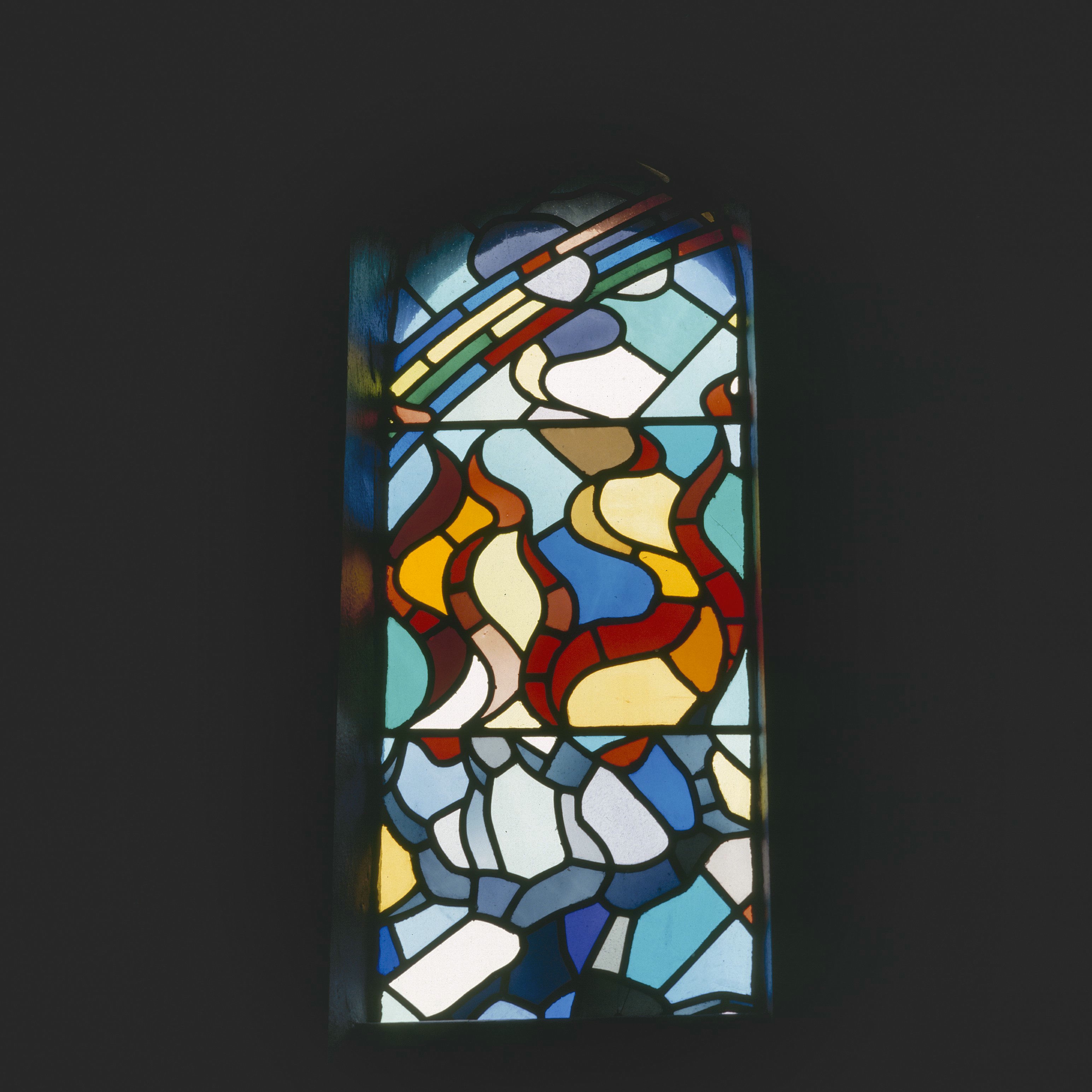
Nijmegen
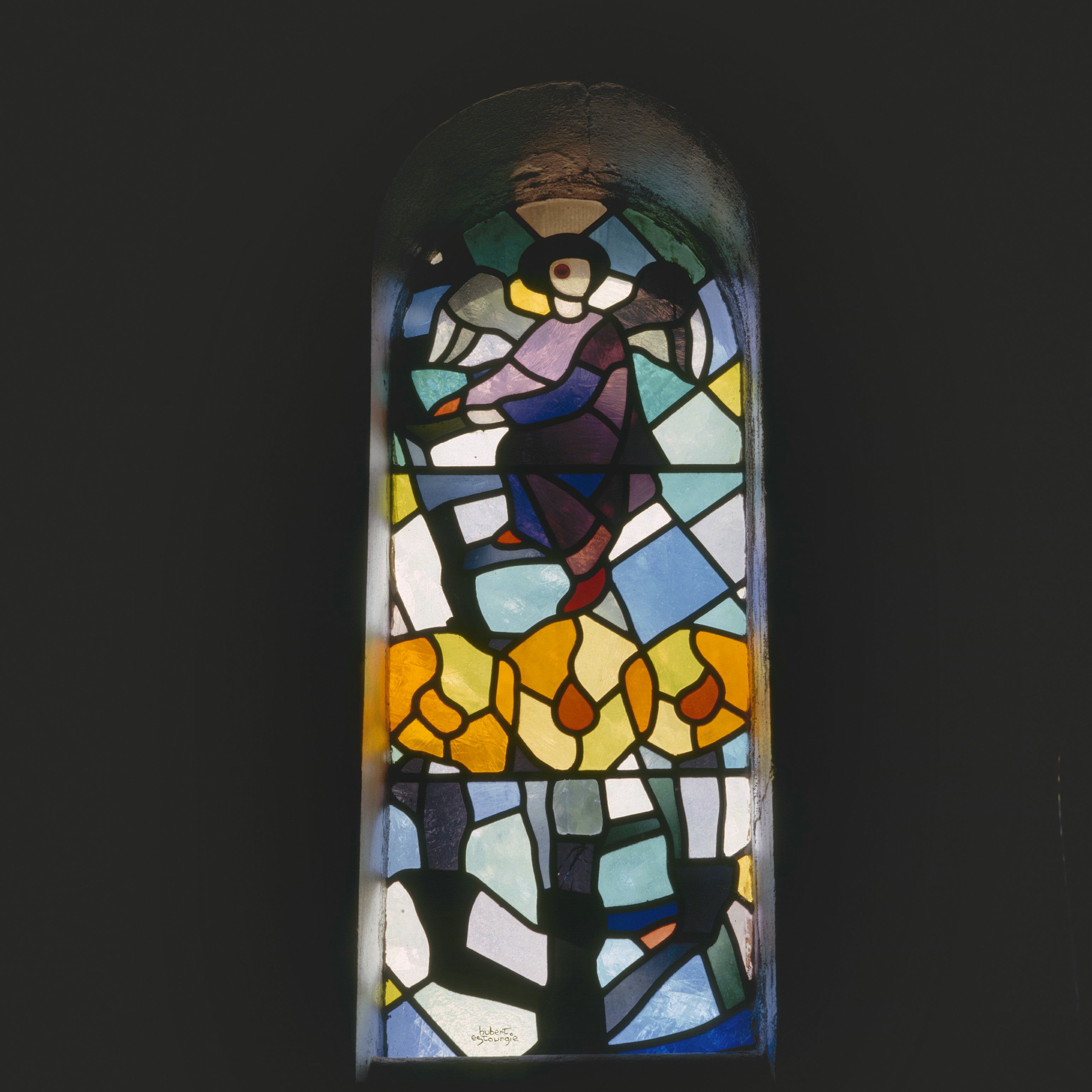
Nijmegen
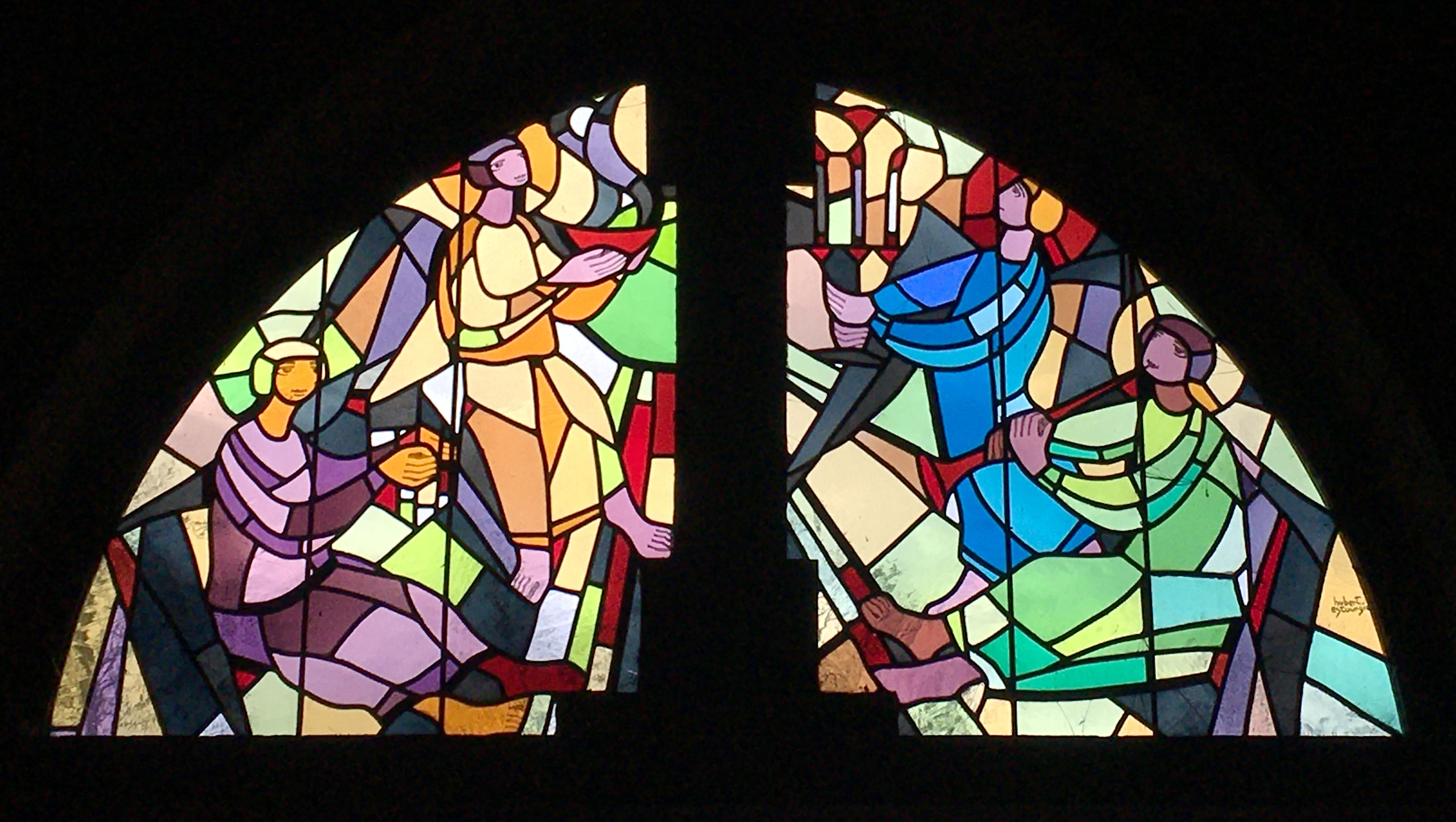
Glas-in-loodraam, O.L.V. Tenhemelopneming Voorburg

- Biografisch Portaal: 02820645
- RKD-Nederlands Instituut voor Kunstgeschiedenis: 26742